# Morti nel 1388
| Questa pagina contiene informazioni ricavate automaticamente dalle voci biografiche con l'ausilio del template Bio e di un bot. L'aggiornamento è periodico e automatico e ricostruisce completamente la pagina. Se manca una persona in questa lista, sei pregato di non aggiungerla, ma accertati piuttosto che la sua voce biografica contenga il template Bio e che i dati anagrafici siano correttamente compilati. Se il template Bio manca, inseriscilo tu stesso o, in alternativa, metti l'avviso {{tmp\|Bio}} che ne segnala la mancanza. Se i dati riportati sono sbagliati, correggi direttamente la voce biografica; le modifiche saranno visibili in questa lista entro pochi giorni. Per chiarimenti vedi il progetto biografie. La lista contiene solo le 36 persone che sono citate nell'enciclopedia e per le quali è stato implementato correttamente il template Bio. Pagina aggiornata al 10 giu 2025. |

- 30 gennaio - Giovanna d'Armagnac, nobildonna francese
- 1º febbraio - Nilo Kerameus, arcivescovo ortodosso bizantino
- 26 marzo - Niccolò II d'Este, marchese (n. 1338)
- 31 marzo - Everard t'Serclaes, politico belga (n. 1320)
- 14 aprile - Anglico de Grimoard, cardinale francese
- 15 aprile - Guglielmo I di Baviera, duca (n. 1330)
- 11 maggio - Venceslao I di Sassonia-Wittenberg, duca (n. 1337)
- 18 giugno - Caterina di Savoia-Vaud, sovrana (n. 1324)
- 5 agosto - Antonio della Scala, politico e militare italiano (n. 1363)
- 5 agosto - James Douglas, II conte di Douglas, nobile scozzese
- 10 agosto - Robin von Eltz
- 23 agosto - Ulrico di Württemberg, nobile tedesco (n. 1342)
- 20 settembre - Firuz Shah Tughlaq, sultano indiano (n. 1309)
- 8 novembre - Pierre Aycelin de Montaigut, vescovo francese
- 16 novembre - Pierre de Cros, vescovo e abate francese
- 17 dicembre - Jean Rolland, cardinale e vescovo cattolico francese
- 26 dicembre - Bodzanta, arcivescovo cattolico polacco (n. 1320)
- Antonio Veneziano, pittore italiano
- Benvenuto da Imola, letterato e docente italiano
- Borommaracha I, sovrano siamese
- Benci di Cione Dami, architetto e pittore italiano
- Ciuto de Ciompi, architetto e scultore italiano (n. 1315)
- Donato, pittore italiano
- Giovanni Dondi dell'Orologio, medico, astronomo e filosofo italiano
- Obizzo IV d'Este, nobile italiano (n. 1356)
- Oldrado Maineri, vescovo cattolico italiano
- Salvestro de' Medici, politico italiano
- Moggio Moggi, umanista e grammatico italiano
- John Neville, III barone Neville di Raby, nobile e militare britannico
- Niccolò di Bonaccorso, pittore e politico italiano
- Antonio Pucci, poeta italiano
- Thong Lan, sovrano siamese (n. 1373)
- Carlo Thopia, principe e condottiero albanese (n. 1331)
- Caterina di Valois, principessa francese (n. 1378)
- Beatrice da Camino, nobile italiana
- Alberto IV di Meclemburgo-Schwerin, sovrano tedesco